# Йохан III (Мьорс-Сарверден)
Йохан III (II) фон Мьорс-Сарверден (на немски: Johann III (II) von Moers-Saarwerden; * ок. 1466/1468; † между 14 март – 14 октомври 1507) е граф на Мьорс и Сарверден в Елзас и господар на господствата Лар и Малберг (1488 – 1527).

## Произход
Той е син на граф Якоб I фон Мьорс-Сарверден († 1483) и втората му съпруга графиня Кунигунда фон Зоненберг-Валдбург († сл. 1485), дъщеря на трушсес, граф Еберхард I фон Валдбург-Зоненберг († 1479) и графиня Кунигунда фон Монтфорт-Тетнанг († сл. 1463). Внук е на граф Йохан I фон Мьорс-Сарверден († 1431) и Аделхайд фон Геролдсек, наследничка на Лар-Малберг († сл. 1440).
По-голям брат е на Якоб († 1514), граф на Сарверден и Мьорс, господар на Лар-Малберг, и по-малък полубрат на Николаус († 1495), граф на Мьорс и Сарверден (1483 – 1488).

## Фамилия
Йохан III (II) се жени на 1 февруари 1490 г. за графиня Анна фон Берг'с Херенберг (* ок. 1466; † 1553), дъщеря на граф Освалд I фон Берг-с'Херенберг (1442 – 1506) и Елизабет фон Мьорс († 1493), дъщеря на граф Винценц фон Мьорс-Сарверден († 1499) и пфалцграфиня Анна Катарина фон Пфалц-Зимерн-Цвайбрюкен († 1468). Те имат една дъщеря:
- Катарина фон Мьорс (* 1491; † 16 септември 1547), наследничка на Сарверден, омъжена на 14 февруари 1507 г. за граф Йохан Лудвиг фон Насау-Саарбрюкен (1472 – 1545)[4]